# В'язовець (Шепетівський район)
В'язове́ць (стара назва Вежовець) — село в Україні, у Ямпільській селищній громаді Шепетівського району Хмельницької області. Розташоване на річці Горинь.

## Історія
Назва села В'язовець найбільш достовірно походить від того, що під час нападу татари у селі в'язали полонених і відправляли їх в свої улуси. Із народних переказів, які записані в історичній літературі, відомо, що за околицями села В'язовець була місцевість, яка «во всей околице могла быть самой благоприятной для преследования уходивших горемык, так как оно слишком открыто, безводно, здесь нет ни прудов, заросших камышом, ни лесов, удобных для убежища беглецов. Следовательно, при внезапном набеге татар им легко было брать, ловить и угонять пленных. Село Вязовец было, вероятно, сборным пунктом, куда татары сгоняли несчастных пленников, здесь их вязали, а затем уводили в свои улусы.» Є й інші варіанти. Кажуть, що через село проїжджав якийсь пан і його карета загрузла, «зав'язла» в болоті, і від цього пішла назва «В'язовець».
Про село В'язовець згадується в історичній пам'ятці — описові Кременецького замку (акт від 1545 року, том 4, стор.200-202). В цій пам'ятці село В'язовець під назвою «Вежовец», «как имение Кременецких земян Денисковичей, купленное у них княгиней Ильиной.» Село В'язовець згадується тут в числі «городень княгині Ільїної» В згаданій пам'ятці говориться про те що «у моста Кременецкого замка строили также крестьяне с имений княгини Ильиной, купленных у земян Кременецких Денисковичей, каковы — Паньковцы, Вежовцы, Норилов, Дрибова, Дедковцы и Шельвов» Із історичних документів відомо, що селом В'язовець до княгині Ільїної володів її брат — князь Януш, який купив городище Тихомельське з іншими селами, в тому числі і село В'язовець.
Потім селом В'язовець володіли землевласники, які одночасно володіли і містом Ямпіль. Становище селян тоді було тяжким. Так, ще в 16 ст. на княгиню Ільїну по дорозі з м. Ямполя було вчинено напад 150 селянами з навколишніх сіл, в тому числі жителями села В'язовець. До 1861 року жителі села В'язовець були селянами — кріпаками, які належали княгині Яблуновській, що жила в Кракові, а землі віддавала в оренду. Селяни відбували панщину 4-5 днів на тиждень і сплачували натуральну та грошову данину. Деякі з селян відмовлялися ходити на панщину, за що їх жорстоко карали.
У 1860 році у с. В'язовець відкрито школу в приватному будинку. Через десять років її взяло під відомство Міністерство народної освіти, яке в 1881 році знову повернуло школу в духовне відомство з утриманням вчителя за рахунок прихожан. Селяни сплачували вчителю 200 крб. на рік. У 1913 році в школі навчалося до 30 учнів, яких навчали 2 вчителі, а закінчували початкову школу 4-6 хлопчиків. 
У 1906 році село Ямпільської волості Кременецького повіту Волинської губернії. Відстань від повітового міста 42 верст, від волості 8. Дворів 305, мешканців 1607.
У 1918-1921 рр. село переходило від рук однієї влади до іншої. Остаточно тут закріпилась радянська влада.
В 1927 році було побудовано сільський клуб для молоді, у 1926 році відкрито сільське споживче товариство, яке обслуговувало населення села необхідними товарами. В 1930 році в селі В'язовець початкова школа була перетворена в семирічну школу, де навчалось напередодні 1941 року — понад 250 учнів, яких навчали 12 вчителів. При школі та клубі працювала бібліотека та гуртки художньої самодіяльності. В 1930 році в с. В'язовець було відкрито фельдшерсько — акушерський медпункт, в якому працювало два працівники з медичною освітою. 
У 1936 році в селі В'язовець була побудована двоповерхова школа, а в 1937 році була побудована теплова електростанція, яка обслуговувала господарство колгоспу та частину дворів колгоспників.
Недобре для розвитку села позначилась Друга світова війна. Село В'язовець було окуповане німецькими загарбниками 4 липня 1941 року. З травня 1942 року почали групами відправляти насильно в Німеччину мешканців села. Так з весни 1942 року по літо 1943 року з села В'язовець було насильно вивезено до Німеччини 223 жителі. Із них — молоді до 15 років — 25 хлопців і 45 дівчат. Люди села погано виконували завдання німецької влади, не виходили на роботу, ховались, а як і виходили, то старались погано працювати. 
В липні 1943 року у В'язовці була організована партизанська група, яка потім перетворилася у великий партизанський загін. 13 листопада на території села партизани розбили машину і знищили 27 нацистів. За це на другий день, 14 листопада 1943 року, з Ізяслава приїхав спеціальний каральний загін німецьких солдатів і поліцаїв. Село було оточене. Жителів В'язівця згонили до центру села і погрожували всіх розстріляти, а село спалити. Хто не хотів іти — розстрілювали на місці. В той день загинуло 16 мешканців села і знищено 5 будинків. Лише патріотичний вчинок місцевого священника Сагайдаковського врятував в'язівчан від смерті, а село від знищення. Сагайдаковський прилюдно перед мешканцями села і нацистами поклявся на Христі, що ніхто з жителів села не винен у смерті німецьких солдатів і що партизанів у селі немає. Тоді, за наказом карателів, в'язівчани зігнали і віддали німцям свою худобу.
Село В'язовець було визволено військовими 1-го українського фронту 23 березня 1944 року. Було організовано збір яєць для поранених воїнів Червоної армії. Медалями та орденами за бойові заслуги нагороджено 207 мешканців села В'язовець. Окупанти причинили великі збитки колгоспу та селу. Були зруйновані всі тваринницькі приміщення колгоспу «Нове життя», сільськогосподарська техніка, реманент, спалено двоповерховий будинок школи, спалено 5 хат учасників партизанського руху, знищено деревонасадження біля села та школи, знищено робочу тяглову силу колгоспу.
В післявоєнний період в селі відкрито відділення зв'язку. В 1953 р. В'язовецька семирічна школа була переведена в середню. На 1 січня 1963 р. в школі навчалося 301 учень. Їх навчало 14 вчителів. З часу відкриття середню школу закінчили 129 юнаків і дівчат. В колгоспному клубі систематично проводяться тематичні вечори, читаються лекції, проводяться бесіди, ігри, танці. В селі є бібліотека, яка нараховує до 5тис. томів художньої, політичної і наукової літератури. Вона охоплює понад 600 читачів сіл В'язовець та Ставок. В селі був місцевий радіовузол, який налічував 410 радіоточок. По місцевому радіомовленню виступали лектори місцевого лекторію, а також випускалась радіогазета, яку очолював вчитель місцевої школи Павло Лозінський.

## Населення
Згідно з переписом УРСР 1989 року чисельність наявного населення села становила 1048 осіб, з яких 462 чоловіки та 586 жінок.
За переписом населення України 2001 року в селі мешкала 951 особа.

### Мова
Розподіл населення за рідною мовою за даними перепису 2001 року:
| Мова       | Чисельність | Відсоток |
| ---------- | ----------- | -------- |
| українська | 952         | 99,17%   |
| російська  | 6           | 0,62%    |
| інші       | 2           | 0,21%    |
| Усього     | 960         | 100%     |

## Відомі особистості
В поселенні народилась:
- Бенера Валентина Єфремівна (нар. 1958) — український педагог.

## Галерея

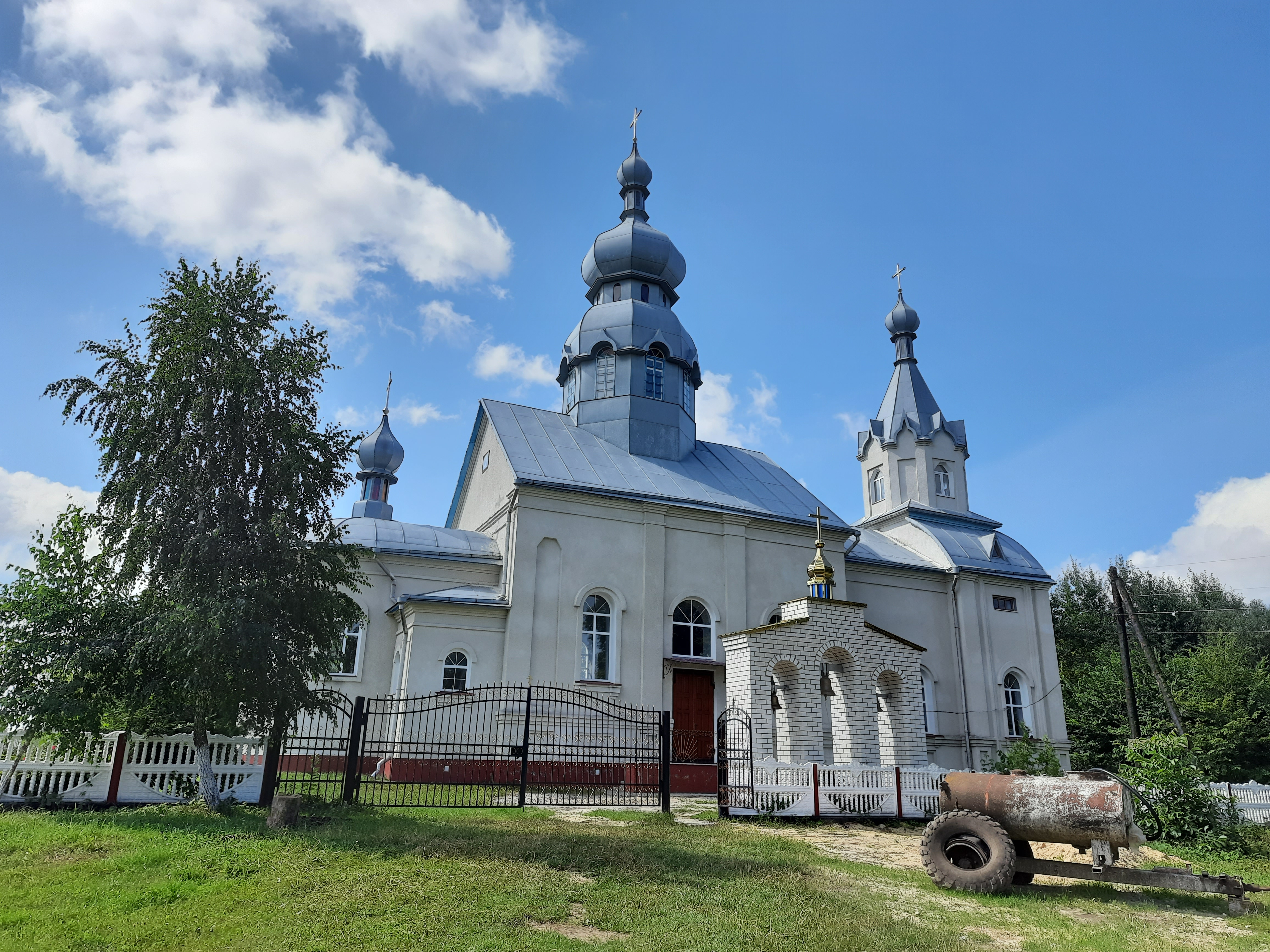
Миколаївська церква
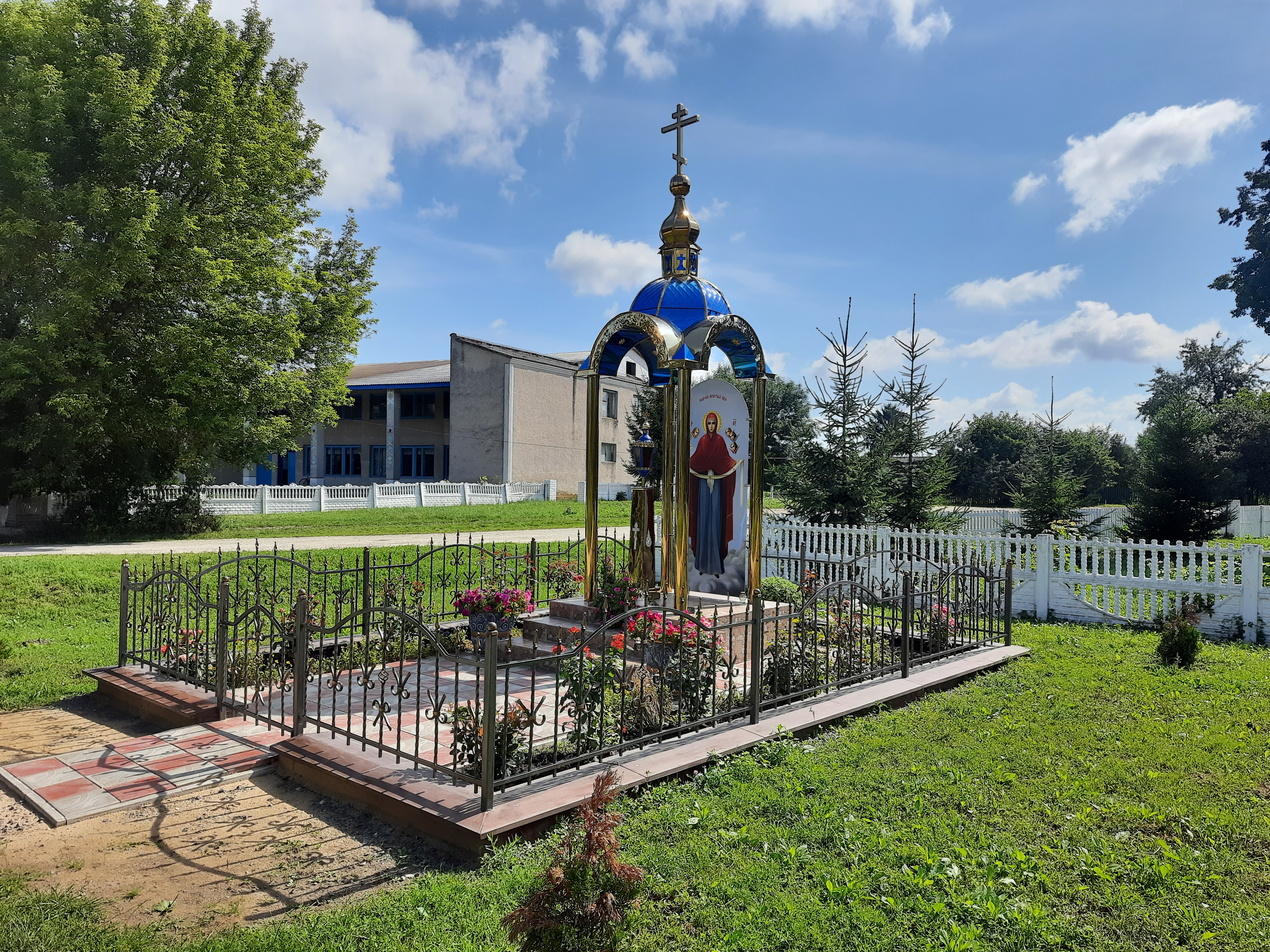
Капличка
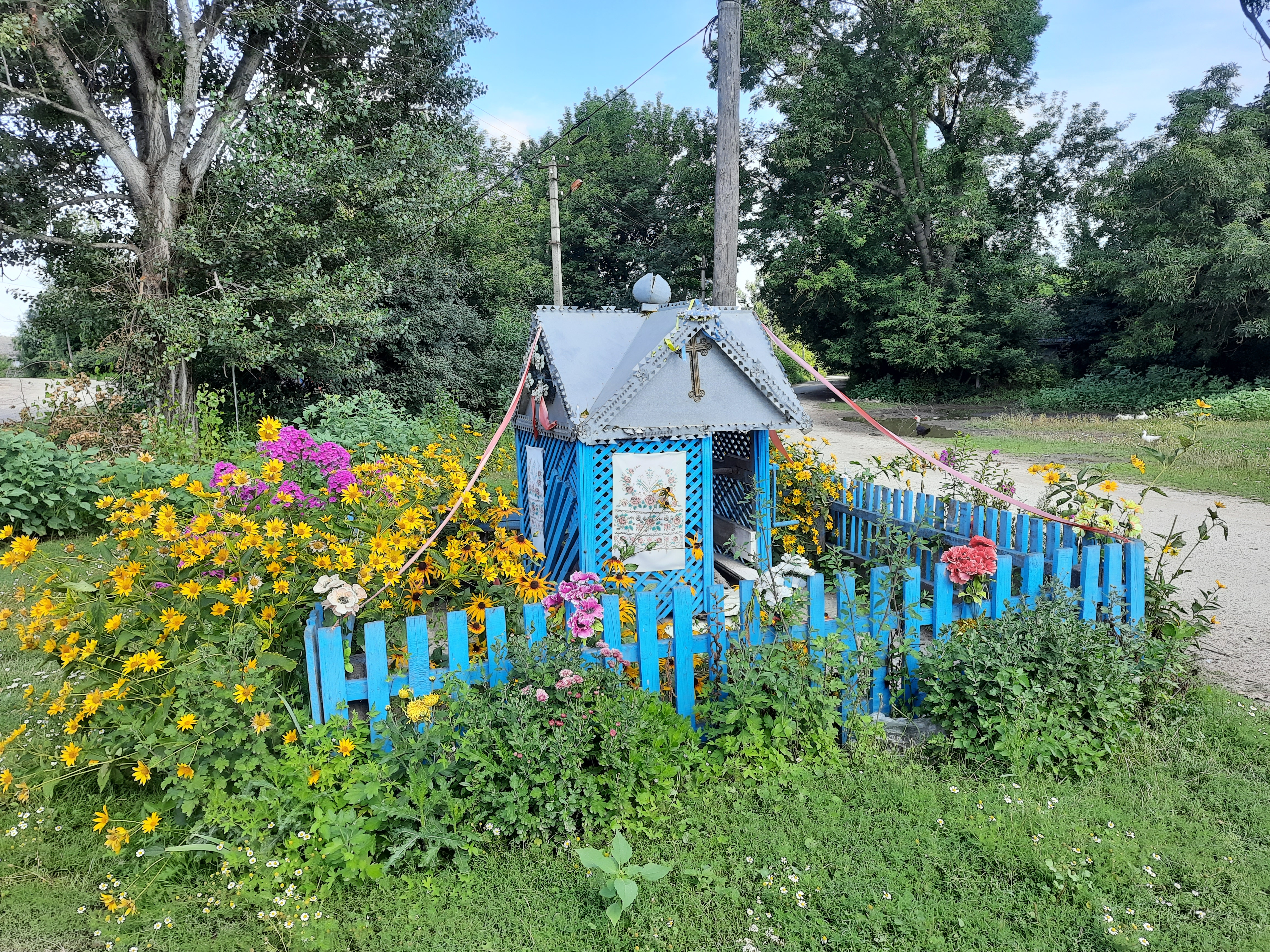
Капличка
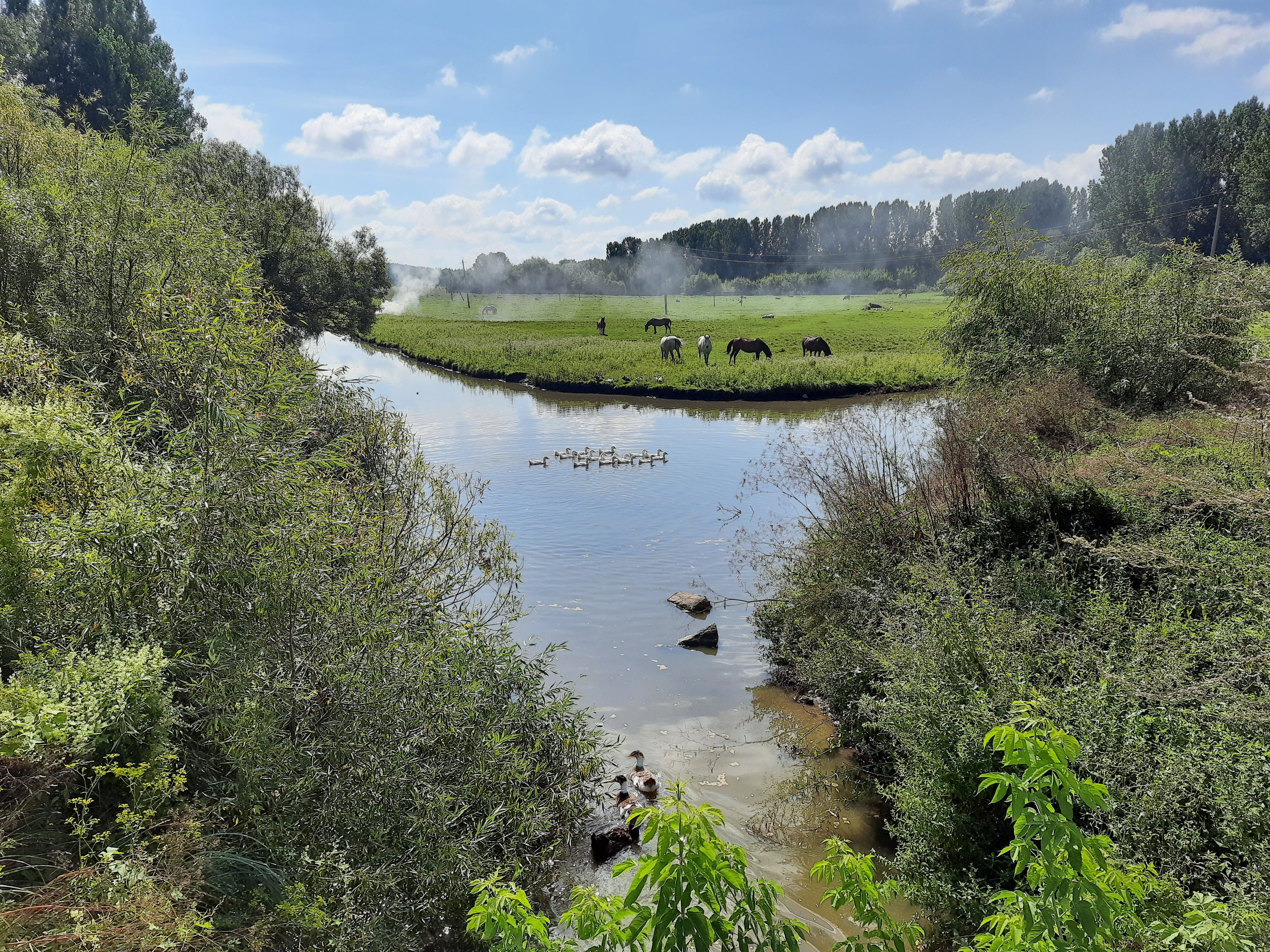
Краєвид біля села